# Sicista concolor
Sicista concolor là một loài động vật có vú trong họ Dipodidae, bộ Gặm nhấm. Loài này được Büchner mô tả năm 1892.